# Asterinothyrium singulatum
Asterinothyrium singulatum är en svampart som beskrevs av Bat. & H. Maia 1959. Asterinothyrium singulatum ingår i släktet Asterinothyrium, divisionen sporsäcksvampar och riket svampar.   Inga underarter finns listade i Catalogue of Life.